# Creil (Holandia)
Creil – wieś w Holandii w prowincji Flevoland.
Wieś powstała po osuszeniu terenów Polderu Północno-Wschodniego. Leży około 6 kilometrów na północny zachód od Emmeloord. We wsi znajduje się kościół, szkoła.